# Karl Oertel (Unternehmer)
Karl Oertel (* 19. Juli 1825 in Ludwigsstadt; † 1. April 1903 in Lehesten) war ein deutscher Schieferbergbau-Unternehmer. Durch den Erwerb vieler kleinerer Schieferbrüche, die er zum Oertelsbruch zusammenschloss, ist sein Schieferwerk zu einem der größten und rentabelsten Schieferabbaugebiete Europas aufgestiegen.

## Leben

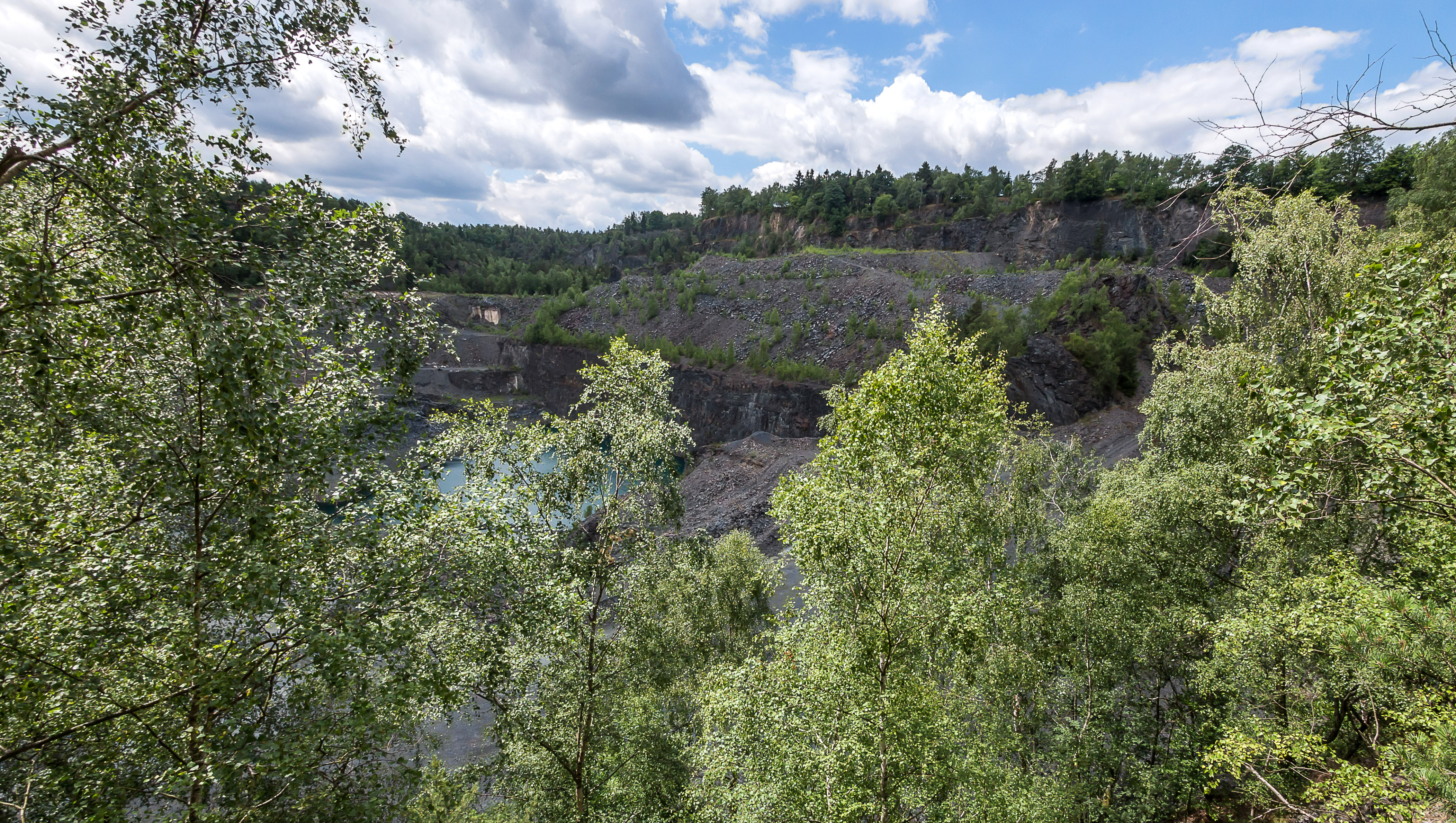
Schmiedebach Oertelsbruch Schieferbruch Oertel, 2015

Karl Oertel wurde als Sohn von Ernst Oertel (* 16. Juli 1787 in Münchberg; † 9. Juni 1864 in Schmiedebach) am 19. Juli 1825 in Ludwigsstadt geboren. Nachdem der Vater aus dem bayerischen Münchberg nach Thüringen kam, betrieb er in Wurzbach eine Pulvermühle, die nicht den gewünschten Gewinn erzielte. Daher entschloss er, sich beruflich dem Schiefer zu widmen, weshalb er nach Ludwigsstadt zog. Hier wurde am 19. Juli 1825 sein Sohn Karl Oertel geboren. Bereits ein Jahr später erwarb der Vater in Ludwigsstadt den Schieferbruch Edelhof, der sich am Trogenbach befindet. Noch heute ist dieser Schieferbruch zu sehen und unter dem Namen Oertelsbruch bekannt. Da das Schieferabbaugebiet um Lehesten gewinnbringender schien, übernahm der Unternehmer im Jahr 1849 mehrere kleinere Schieferbrüche in und um Lehesten. Diese waren vorher in eigenen kleinen Tagebrüchen organisiert, die von einander unabhängig waren. Die bekanntesten Schieferbrüche auf seinem Gebiet waren der Hauptmannsbruch und der Thomasbruch. Da sich die Schieferbrüche unter der Leitung von Ernst Oertel und seinem Sohn Karl Oertel zu ihrer Zufriedenheit entwickelten, entschied man sich im Jahr 1859 dazu, den Oertelsbruch in Ludwigsstadt aufzugeben. Ebenfalls 1859 ließen die beiden Unternehmer einen neuen Schieferbruch, den Karlsbruch entstehen. Durch den Zukauf des Heinrichsbruchs wurde das Schieferbruch zum Jahreswechsel 1860 noch einmal erweitert. Um vor Ort zu sein, zog Karl Oertel in diesem Jahr auf die Heide an den Brüchen in der Nähe von Lehesten und Schmiedebach. Sein Vater folgte ihm 1861 nach.
Ab dieser Zeit wurden viele kleinere eigenständige Brüche hinzugekauft, die den Betrieb nach und nach vergrößerten. Eine neue Spalthütte und ein neues Wohnhaus baute Karl Oertel ebenfalls auf seinem Gebiet. Aufgrund verschiedener Differenzen mit seinem Vater, veranlasste Karl Oertel, seinen Besitz zu vermessen und diesen klar von dem seines Vaters zu trennen. Daher wurde im Jahr 1862 in neuen Lehensbriefen genau festgeschrieben, wem welcher Bruch gehört. Geregelt wurde die Einteilung der Brüche in einen „Oertel I Bruch“ und einen „Oertel II Bruch“. Der Oertel I Bruch bestand aus dem Hauptmannsbruch und gehörte Ernst Oertel. Sein Sohn Karl Oertel übernahm den Oertel II Bruch zusammen mit den neu erworbenen Brüchen. In den nächsten Jahren übernahm man weitere Brüche aus der Nachbarschaft, die das Anwesen ständig wachsen ließen. Nach dem Tod des Vaters im Jahr 1864 übernahm Karl Oertel als alleiniger Erbe den kompletten Schieferbruch und erweiterte ihn um den Oberscharr- und den Sorbitzbruch.
Im Jahr 1890 waren diese kleineren Brüche zum größten Schiefertagebau Europas zusammengewachsen. Zusammen mit der Schiefergrube Staatsbruch Lehesten, einem weiteren staatlich betriebenen Schieferbruch bildete der Oertelsbruch eines der größten Schieferabbaugebiete der Welt. Der dort gewonnene Schiefer diente als Dach-, Wand und Tafelschiefer. Durch den Anschluss dieser Schieferbrüche an die Nebenbahnstrecke Lehesten – Ludwigsstadt verbesserte sich der Transport des Produkts ab 1885 erheblich. Da Ludwigsstadt an der Hauptstrecke von München nach Berlin liegt, konnte der Schiefer leichter verkauft werden.
Aufgrund des raschen Wachstums seines Bruchs, entschied Karl Oertel, sich um das Wohl seiner Arbeiter zu kümmern. So ließ er in der Folge mehrere Häuser erbauen, die als Wohnungen seiner Arbeiter dienen sollten. Ein weiteres Wirtschaftsgebäude mit Schlafplätzen für auswertige Arbeiter kam 1886 hinzu. In diesen Schlafsälen konnten Menschen übernachten, die nicht auf dem Gelände leben wollten. Neben diesen Wohnungen verfügte der Schieferbruch über verschiedene Werkstätten und einer landwirtschaftlichen Fläche von 100 Hektar. Hinzu kamen eine Küche, ein Speisesaal, eine Bäckerei und eine Brauerei. Durch die landwirtschaftliche Tätigkeit, die einen wichtigen Zweig neben der Schiefergewinnung darstellte, konnten die Arbeiter und Anwohner mit preiswerten Produkten versorgt werden. Im Laufe der Jahre entstand so eine kleine Stadt am Rande der von Karl Oertel geführten Schieferbrüche. Für ihn und andere besserverdienende Beschäftigte ließ Oertel größere Villen erbauen. In einer davon lebte er mit seiner zweiten Ehefrau. Deren Bruder Wilhelm Schmidt stellte er als Direktor ein, der den Betrieb über viele Jahre entscheidend prägte.
Bereits um 1900 waren etwa 900 Arbeitskräfte im Schieferbruch und in den dazugehörigen Spalthütten beschäftigt. Die Spalthütten dienen der Spaltung und damit der Weiterverarbeitung des Schiefers. Im Alter von 77 Jahren starb Karl Oertel am 1. April 1903 in Lehesten.

## Nach seinem Tod

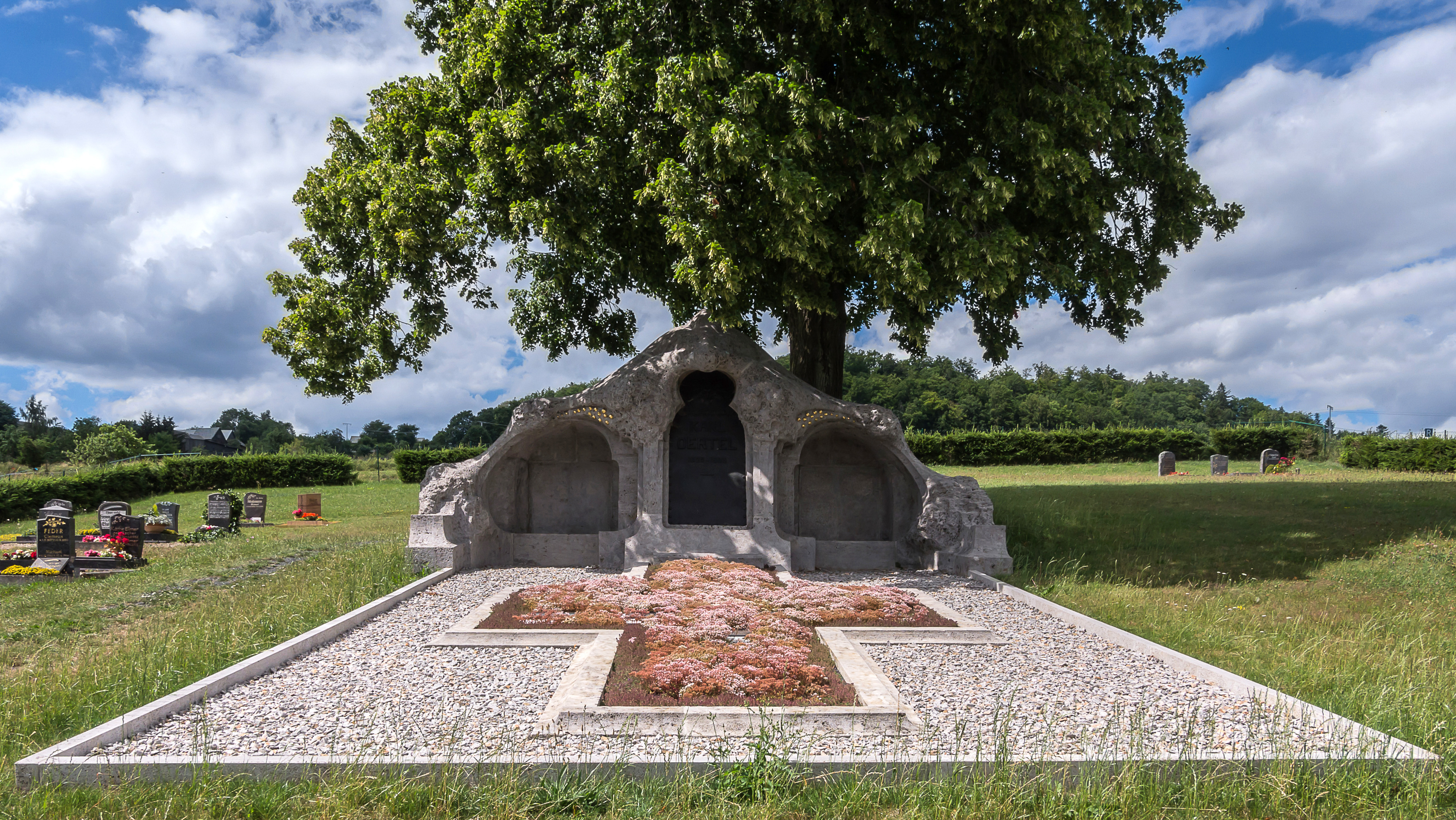
Grabstätte Karl Oertels in Lehesten von Hermann Obrist, 2015

Drei Jahre nach seinem Tod erfolgt im Jahr 1906 die Gründung der Firma Karl Oertel Schieferbrüche Lehesten GmbH. Durch moderne Technologien und dem Einsatz verschiedener Maschinen vereinfachte sich die Schiefergewinnung und -Weiterverarbeitung. Auch in dieser Zeit wurden weitere Schieferbrüche hinzugekauft. Mit Einbruch des Ersten Weltkrieges und der darauffolgenden Inflationskriese verschlechterte sich die finanzielle Situation im Oertelsbruch. Ab 1925 erholte sich die Schiefergewinnung und -Produktion allmählich. Ein Jahr später begann man mit der Untertagegewinnung des Schiefers. Durch die Weltwirtschaftskrise im Jahr 1929 gerät das Unternehmen erneut in finanzielle Not, die nur durch Kredite das Ende der Schiefergewinnung verhindern konnte. Mit der Machtübernahme der NSDAP verbesserte sich die Situation in der Schieferindustrie wieder etwas, da man den Schiefer beispielsweise für den Bau von Kasernen oder anderen Gebäuden benötigte. Mit Ausbruch des Zweiten Weltkrieges und der damit verbundenen Einberufung junger Männer an die Front verlor das Unternehmen mehr und mehr Arbeitskräfte. Daher mussten während des Zweiten Weltkrieges auch Zwangsarbeiter den Betrieb am Laufen halten. Diese wurden auf dem Gelände untergebracht, das sich zu einem Konzentrationslager, einer Außenstelle des Konzentrationslagers Buchenwald, entwickelte. Die 1929 errichtete Scheune, die als Lagerhalle für den landwirtschaftlichen Betrieb fungierte, wurde beispielsweise als Häftlingsunterkunft umfunktioniert. Nach der Befreiung des Lagers durch US-amerikanische Truppen wurde das Gelände für Tests verschiedener Langstreckenraketen genutzt und ein Teil der dortigen Ausrüstung demontiert. Viele Fachkräfte und Angehörige der Betriebsleitung verließen die neugegründete sowjetische Zone und bauten sich in der späteren Bundesrepublik Deutschland ein neues Leben auf. Mit der Übernahme des Oertelsbruchs durch sowjetische Truppen diente das Gelände ebenfalls als Teststation für Langstreckenraketen. Im Jahr 1946 schließlich wurden große Teile des Schieferbruchs demontiert. Zwei Jahre später, im Jahr 1948 erfolgte auf Befehl der Sowjetunion die endgültige Sprengung der noch vorhandenen Rüstungsanlagen. Der Schieferabbau, der in den darauffolgenden Jahren wieder aufgenommen wurde, blieb noch bis zur endgültigen Schließung des Bruches im Jahr 2009 erhalten. Insgesamt kann der Oertelsbruch, den Karl Oertel zusammen mit seinem Vater Ernst Oertel aufbaute, auf eine 160-jährige Geschichte zurückblicken.
Der Dachschieferbruch ist vom Bayerischen Landesamt für Umwelt als Geotop 476A030 ausgewiesen und mit dem offiziellen Gütesiegel Bayerns schönste Geotope ausgezeichnet.

## Werke
- Karl Oertel: Der Oertelsbruch. Lehesten 1925.